# Королевские военно-морские силы Италии
Короле́вские вое́нно-морски́е си́лы Ита́лии (итал. Regia Marina) — вид вооружённых сил в составе вооружённых сил Итальянского королевства, существовавшего с 1861 года по 1946 год.

## Создание
Итальянские Королевские военно-морские силы (ВМС) были образованы 17 марта 1861 года, вскоре после провозглашения Королевства Италия.

## История

### Первая мировая война

#### Боевой состав по состоянию на 23 мая 1915 года
- Линкоры-дредноуты — 5:
  - 4 типа «Конте ди Кавур»:
    - «Конте ди Кавур»,
    - «Джулио Цезаре»,
    - «Леонардо да Винчи»,
    - «Кайо Дуилио»

  - 1 — «Данте Алигьери»
- Броненосцы — 8:
  - 4 типа «Реджина Елена»:
    - «Реджина Елена»,
    - «Витторио Эмануэле»,
    - «Рома»,
    - «Наполи»

  - 2 типа «Реджина Маргерита»:
    - «Реджина Маргерита»,
    - «Бенедетто Брин»

  - 2 типа «Аммиральо ди Сан-Бон»:
    - «Аммиральо ди Сан-Бон»,
    - «Эммануэле Филиберто»
- Броненосные крейсера — 10:
  - 2 типа «Сан-Джорджо»
    - «Сан-Джорджо»
    - «Сан-Марко»

  - 2 типа «Амальфи»
    - «Пиза»
    - «Амальфи»

  - 3 типа «Джузеппе Гарибальди»
    - «Джузеппе Гарибальди»
    - «Варезе»
    - «Франческо Феруччо»

  - 2 типа «Карло Альберто»
    - «Карло Альберто»
    - «Витторио Пизани»

  - 1 — «Марко Поло»

### Вторая мировая война
Практически сразу после объявления Бенито Муссолини о вступлении в войну, Королевские военно-морские силы Италии начали боевые действия в Средиземном море. Однако уже первые сражения, такие как бой с конвоем Эсперо, бой у Калабрии, бой у мыса Спада и прочие, показал неготовность итальянского флота. Все эти сражения были проиграны. Наиболее чувствительным и внезапным ударом оказалась атака палубной авиации КВМФ Великобритании на военно-морскую базу в Таранто. Итальянцы были уверены, что никакие действия в этом месте невозможны, поскольку бухта Таранто имеет малую глубину. Однако британцы использовали на своих торпедах деревянные кили, которые не давали им погружаться на большую глубину и зарываться в грунт. В ходе рейда были выведены из строя 4 эсминца, 1 линкор потоплен. Опыт атаки в Таранто впоследствии был использован японцами при атаке на Перл-Харбор.
Понимая, что они не смогут действовать эффективно на Средиземном море против британцев, итальянские военно-морские силы стали использовать скрытные атаки использую вновь созданное секретное диверсионное подразделение флота 10-ю флотилию MAS и её боевых пловцов из группы «Гамма». Уже первая атака в бухте Суда, проведенная 26 марта 1941 года показала эффективность таких атак. Подобные операции проводились на Мальте, Гибралтаре, удачным был и рейд на Александрию.
В сентябре 1943 года для КВМС Италии Вторая мировая закончилась, 3 сентября в Кассибиле, при соблюдении строжайшей секретности, была подписана полная капитуляция Италии и её вооружённых сил, и итальянскому флоту было приказано прибыть на Мальту для сдачи союзникам.
После капитуляции Италии в сентябре 1943 года флот страны фактически разделился. Во вновь созданной пронацистской Итальянской социальной республики были созданы свои Национальные республиканские ВМС. В их же подчинении оказалась и 10-я флотилия MAS, которая уже не могла достаточно эффективно действовать на Средиземноморье, а потому являлась фактически сухопутным карательным подразделением, проводившим рейды в районы Италии, где действовали партизаны-антифашисты.

#### Боевой состав по состоянию на 10 июня 1940 года
- Линкоры[1]:
  - 2 типа «Конте ди Кавур» — «Конте ди Кавур» и «Джулио Цезаре»;
  - 2 типа «Андреа Дориа» — «Андреа Дориа» и «Кайо Дуилио».
- Тяжёлые крейсера:
  - 2 типа «Тренто»;
  - 4 типа «Зара»;
  - 1 типа «Больцано».
- Броненосный крейсер «Сан Джорджио» (перестроен в 1937—38 гг.).
- Лёгкие крейсера:
  - 4 типа «Альберико да Барбиано»;
  - 2 типа типа «Дюка д’Аоста»;
  - 2 типа «Луиджи Кадорна»;
  - 2 типа «Раймондо Монтекукколи»;
  - 2 типа «Джузеппе Гарибальди».
  - 2 устаревших времён Первой мировой войны — «Таранто» (типа «Магдебург») и «Бари» (бывший «Пиллау»).
- Эсминцы — 59 различных типов[2]:
  - «Карло Мирабелло» — 2;
  - «Леоне» — 3;
  - «Селла» — 2;
  - «Сауро» — 4;
  - «Турбине»— 8;
  - «Навигатори» — 12;
  - «Дардо» — 4;
  - «Фольгоре» — 4;
  - «Маэстрале» — 4;
  - «Ориани» — 4;
  - «Солдати» — 12.
- Миноносцы — 69[3]:
  - «Индомито» — 1;
  - «Пило»— 7;
  - «Сиртори» — 4;
  - «Джузеппе ла Маса» — 7;
  - «Дженерате» — 6;
  - «Аудаче» (типа «Уракадзэ») — 1;
  - «Палестро» — 4;
  - «Куртатоне» — 4;
  - «Альбатрос» — 1;
  - «Спика» — 30;
  - «Пегасо» — 4.
- Подводные лодки — 110:
  - «сверхмалые» (водоизмещение <150 т):
    - «СА» — 2.

  - «средние» (водоизмещение 600…1000 т) — 70:
    - «Арго» — 2;
    - «Аргонавт» — 7;
    - «Архимед» — 2;
    - «Адуа» — 17;
    - «Бандиера» — 4;
    - «Брагадин» — 2;
    - «Мамели» — 4.
    - «Перла» — 10;
    - «Пизани» — 4;
    - «Сирена» — 12;
    - «Скуало» — 4;
    - «Сеттебрини» — 2;

  - «крейсерские» (водоизмещение 1000…2000 т) — 38:
    - «Балилла» — 4;
    - «Брин» — 5;
    - «Глауко» — 2;
    - «Кальви» — 3;
    - «Люцци» — 4;
    - «Марчелло» — 9;
    - «Маркони» — 6;
    - «Микка» — 1;
    - «Фиерамоска» — 1;
    - «Фока» — 3.

В постройке:
- Линкоры:
  - 4 типа «Литторио» — «Литторио», «Витторио Венето», «Рома», «Имперо».

#### Участие в боевых действиях против СССР в ходе Второй мировой войны
Совместно с Экспедиционным итальянским корпусом в России (CSIR), включавшем в себя армейские и авиационные части, в первой половине 1942 года на Восточный фронт по железной дороге (через территории балканских и восточноевропейских стран) Италия перебросила две корабельные группы своего «москитного флота» (торпедные и взрывающиеся катера, а также сверхмалые подводные лодки):
- на Чёрное море[4]:
  - 10 торпедных катеров типа MAS-555 (MAS-566…573, плюс MAS-574 и MAS-575 прибывшие в октябре 1942 года на смену уничтоженным MAS-571 и MAS-573),
  - 5 малых торпедных катеров типа MTSM (MTSM-204, 206, 208, 210 и 216),
  - 5 взрывающихся катеров типа MTM,
  - 6 сверхмалых подводных лодок типа CB (CB-1…6);
- на Ладожское озеро:
  - 4 торпедных катера типа MAS-526 (MAS-526…529).

По понятным причинам эти более чем скромные силы вряд ли могли внести существенный вклад в ход боевых действий на советско-германском фронте. На Ладоге из катеров MAS сформировали 12-й дивизион MAS (итал. XIIa Squadriglia MAS), который в ходе боёв летом — осенью 1942 года, базируясь в Лахденпохья, участвовал в неудавшейся попытке захвата объединёнными немецко-итало-финскими силами острова Сухо 22 октября 1942 года. Кроме того за период пребывания под Ленинградом, итальянские катерники записали на свой счёт 2 уничтоженных советских корабля: канонерскую лодку (бывшую грунтоотвозную шаланду типа «Бира») и транспортную баржу, однако советскими данными эти факты не подтверждаются. После ледостава и окончания судоходства на озере, 29 октября 1942 года катера MAS сухопутно-водным путём отбыли в Таллин, где находились до июня 1943 года. Затем итальянские экипажи и обслуживающий персонал возвратились на родину, передав катера Финляндии.
На Чёрном море из итальянских сил сформировали 4-ю флотилию MAS (итал. 4a Flottiglia MAS). Катера MAS и подводные лодки CB, базируясь в Ялте, в период боевых действий с лета 1942 по лето 1943 годов записали на свой счёт немало побед, однако согласно последующему анализу документов — как СССР, так и его стран-противников, а также основываясь на послевоенных исследованиях обнаруженных кораблей и судов, потопленных в годы ВОВ, достоверно на счёт КВМС Италии можно отнести лишь потопление подлодкой CB-4 советской подводной лодки Щ-203, и с большой долей вероятности — уничтожение катером MAS-571 советской подводной лодки Щ-214. Также одной из наиболее успешных операций итальянской 4-й флотилии стала совместная атака катеров MAS и немецкой авиации на крейсер «Молотов» 2—3 августа 1942 года, нанёсшая последнему значительные повреждения и выведшая его из строя не менее чем на год. Итальянские потери за весь период пребывания на Чёрном море составили 3 катера (MAS-571, MAS-572 и MAS-573) и 1 подводная лодка (CB-5).
Малые торпедные катера MTSM и взрывающиеся катера MTM были сведены в отдельную группу — «Автоколонну Моккагатта» (итал. Autocolonna Moccagatta — в честь погибшего фрегат-капитана Витторио Моккагатта, «Автоколонна» — по причине транспортировки катеров на грузовиках). Базируясь в различные периоды в Форосе, Феодосии, Ялте, Мариуполе и др., катера MTSM и MTM в период с лета 1942 по зиму 1942—1943 годов ничем особым себя не проявили, хотя вероятно с их помощью итальянское командование рассчитывало на проведение диверсионных операций, аналогичных атаке в бухте Суда. Не добившись каких-либо успехов, в феврале — марте 1943 года малые катера вместе с экипажами были отправлены тем же путём на родину, хотя согласно итальянским источникам один взрывающийся катер MTM всё же был использован в боевых целях — направлен на берег и взорван в районе советской 18-й батареи береговой обороны Севастополя 29 июня 1942 года для поддержки немецкого десанта на участке между мысом Фиолент и Балаклавой, который советским войскам удалось отразить.
В мае 1943 года, в связи с неудачами гитлеровской коалиции на фронтах, итальянское командование принимает решение отозвать свои ВМС с Чёрного моря. 20 мая уцелевшие 7 катеров MAS были переданы немецкому флоту, а их экипажи убыли домой. Тем не менее подводные лодки CB ещё до августа продолжали совершать боевые выходы. Капитуляция Италии 8 сентября 1943 года застала их в Севастополе (куда они были переброшены из Ялты в конце 1942 года). Там лодки продолжали находиться в составе немецкого гарнизона до 29 ноября 1943 года, и в сентябре две из них выполнили боевые походы. Затем они были перебазированы на ремонт в Констанцу, и там по согласованию с немцами в ночь на 1 декабря 1943 года захвачены и реквизированы Румынией, а их экипажи были интернированы.
Однако нехватка сил на Чёрном море в феврале 1944 года вынудила германское командование вернуть в строй итальянские подлодки СВ. В апреле 1944 года в Констанцу прибыли экипажи, сформированные на территории марионеточной Итальянской социальной республики под руководством Бенито Муссолини, которым 15 июля румыны передали 4 подлодки СВ. В начале августа в строй были введены две из них, выполнившие тогда по одному безуспешному боевому походу. 20 августа советские войска начали Ясско-Кишиневскую наступательную операцию, 25 августа 1944 года немецкие моряки затопили одну из этих лодок в море у порта Констанцы, а 29 августа Черноморский флот высадил Констанцский десант и захватил уцелевшие 4 итальянские подводные лодки.

## Флаги военных кораблей и судов КВМС Италии
- Военно-морской флаг Королевства Италия (1861—1925).
- Военно-морской флаг Королевства Италия (1925—1946).
- Гюйс Королевских ВМС Италии
(1879—1900).
- Гюйс Королевских ВМС Италии
(1900—1946).
- Вымпел военных кораблей Королевства Италия (1925—1946).

## Воинские звания и знаки различия

### Адмиралы и офицеры
|                          |                   |                     |                               |                       |                         |                 |                      |                     |                      |                           |                     |                          |                 |  |
| Категории                | Адмиралы          | Адмиралы            | Адмиралы                      | Адмиралы              | Адмиралы                | Адмиралы        | Старшие офицеры      | Старшие офицеры     | Старшие офицеры      | Младшие офицеры           | Младшие офицеры     | Младшие офицеры          | Младшие офицеры |  |
| Погон                    |                   |                     |                               |                       |                         |                 |                      |                     |                      |                           |                     |                          |                 |  |
| Нарукавный знак различия |                   |                     |                               |                       |                         |                 |                      |                     |                      |                           |                     |                          |                 |  |
| Итальянское звание       | Grande ammiraglio | Ammiraglio d’armata | Ammiraglio designato d’armata | Ammiraglio di Squadra | Ammiraglio di Divisione | Contrammiraglio | Capitano di Vascello | Capitano di Fregata | Capitano di Corvetta | Primo Tenente di Vascello | Tenente di Vascello | Sottotenente di Vascello | Guardiamarina   |  |

### Подофицеры и матросы
| Категории          | Унтер-офицеры        | Унтер-офицеры          | Унтер-офицеры        | Старшины     | Старшины | Старшины  | Матросы             | Матросы             |
| ------------------ | -------------------- | ---------------------- | -------------------- | ------------ | -------- | --------- | ------------------- | ------------------- |
| Погон              |                      |                        |                      | нет          | нет      | нет       | нет                 | нет                 |
| Нарукавный знак    |                      |                        |                      |              |          |           |                     | нет                 |
| Итальянское звание | Capo di Prima Classe | Capo di Seconda Classe | Capo di Terza Classe | Secondo Capo | Sergente | Sottocapo | Comune di 1ª classe | Comune di 2ª classe |